# UCAM Cartagena (tennis de table)
Le Cartagena Tenis de Mesa (de son appellation complète UCAM Himoinsa Cartagena TM) est un club de tennis de table espagnol. L'équipe féminine a écrit les principales lignes du palmarès du club. En 2009, le club féminin de Carthagène devient le premier club d'Espagne champion d'Europe (compétitions hommes et femmes confondues).

## Palmarès
- ETTU Cup (3)
  - Vainqueur en 2009, 2010, 2019, 2022
  - Finaliste en 2005
- Championnat d'Espagne femmes (20)
  - Championnes en 1990, 1994, 1997, 1999, 2000, 2001, 2002,2003, 2005, 2008, 2009, 2010, 2011, 2012, 2013, 2014, 2015, 2017, 2019, 2020
- Championnat d'Espagne hommes (3)
  - Champions en 2015, 2016, 2017